# Cosmia grandifica
Cosmia grandifica är en fjärilsart som beskrevs av Ludwig Carl Friedrich Graeser 1888. Cosmia grandifica ingår i släktet Cosmia och familjen nattflyn. Inga underarter finns listade i Catalogue of Life.